# Tomi Ōkawa
Pour les articles homonymes, voir Okawa.
Tomi Ōkawa (大川 とみ, Ōkawa Tomi, née le 26 février 1932 à Mitsukaidō — aujourd'hui Jōsō — au Japon) est une pongiste japonaise.

## Biographie
Tomi Ōkawa a été championne du monde de tennis de table en simple en 1956. 